# Frits Bernard
Pour les articles homonymes, voir Bernard.
Frits Bernard (né le 28 août 1920 à Rotterdam - mort le 23 mai 2006) est un psychologue, sexologue et militant pédophile et homosexuel aux Pays-Bas.
Bernard fonda Enklave kring, qui dirigea le Mouvement Enclave International dans les années 1950, ce qui fait de lui le fondateur du premier mouvement pédophile militant. Il fut aussi membre dirigeant et auteur pour « l'Association pour l'Avancement de la Recherche Scientifique dans le domaine de la sexualité » dont le nom officiel est Association for the Advancement of Social Scientific Sex Research à l'origine d'une fondation à son nom.

## Biographie
À l'âge de sept ans, Bernard déménage en Espagne, et suit des cours à l'Internationale Duitse School de Barcelone. Il y apprend l'espagnol, le catalan, l'anglais et le français. Il revient pendant la Seconde Guerre mondiale aux Pays-Bas, et suit des études de lettres et de psychologie à l'université d'Amsterdam et l'Université catholique de Nimègue. Dans les années 1950, il rejoint le Cultuur en Ontspannings-Centrum, organisation de défense des droits des homosexuels, et rédige sous le pseudonyme de Victor Servatius pour Vriendshap (Amitié, la revue du mouvement) de nombreux articles traitant d'homosexualité, de sciences politiques et aussi, pour la première fois, de la pédophilie. Parallèlement, il crée l’Enclave Kring, premier mouvement pédophile public. Bernard y édite en 1960 ses romans, ainsi qu'un bulletin d'information sur la pédophilie, et organise dans ce cadre des conférences et un soutien aux pédophiles.
En 1964, un changement rédactionnel Vriendschap[pas clair] l'empêche de continuer sa collaboration avec le COC. Il retrouve à la fin des années 1960 au sein de la Société néerlandaise pour une réforme sexuelle (NVSH) un terrain favorable à ses études. En 1972, il publie avec Edward Brongersma, Wijnand Sengers, Peter van Eeten et Ids Haagsma Sex met kideren (Le Sexe avec des enfants) à la NVSH. C'est la première étude globale d'importance sur la pédophilie. Jusqu'à la fin de sa vie, il se consacre à la défense des droits des homosexuels, pédérastes et pédophiles.

## Œuvres publiées

### Romans
- Costa Brava : nouvelle pédophile (Costa Brava), Enclave, Rotterdam, 1960. Édition en français (trad. Michel Erced et Maurice Balland ; ill. Aloysius Heylaerts), Lumière et justice, Paris, 1988  (ISBN 978-2906033061)
- Minorité persécutée (Vervolgde Minderheid), Enclave, Rotterdam, 1960. Édition en français (trad. Maurice Balland ; ill. Aloysius Heylaerts), Enclave, Rotterdam, 1992